# Patrimoni dell'umanità della Palestina
I patrimoni dell'umanità della Palestina sono i siti dichiarati dall'UNESCO come patrimonio dell'umanità nello Stato di Palestina, che è divenuto parte contraente della Convenzione sul patrimonio dell'umanità l'8 dicembre 2011.
Al 2024 i siti iscritti nella Lista dei patrimoni dell'umanità sono cinque, mentre dodici sono le candidature per nuove iscrizioni. Il primo sito iscritto nella lista è stato nel 2012 il Luogo della nascita di Gesù: Basilica della Natività e Via del Pellegrinaggio a Betlemme, durante la trentaseiesima sessione del comitato del patrimonio mondiale. Due anni dopo, nella trentottesima sessione, il sito intitolato Palestina: terra di olivi e vigne - Paesaggio culturale del sud di Gerusalemme, Battir è divenuto il secondo sito palestinese riconosciuto dall'UNESCO. Il terzo patrimonio è la città vecchia di Hebron/Al-Khalil, incluso nella lista nel 2017 dalla quarantunesima sessione del comitato. Nel 2023 la quarantacinquesima sessione del comitato ha aggiunto l'Antica Gerico/Tell es-Sultan. Il patrimonio di più recente riconoscimento è costituito dal Monastero di Sant'Ilarione/Tell Umm el-'Amr, incluso nella lista nel 2024 dalla quarantaseiesima sessione del comitato. Tutti i siti sono considerati culturali, secondo i criteri di selezione. Tutti i siti tranne il quarto sono stati iscritti nella Lista dei patrimoni dell'umanità in pericolo al momento della selezione; solo il Luogo della nascita di Gesù: Basilica della Natività e Via del Pellegrinaggio a Betlemme ne è stato rimosso il 2 luglio 2019, durante la quarantatreesima sessione del comitato del patrimonio mondiale.
La Città Vecchia di Gerusalemme è un sito culturale riconosciuto dal comitato del patrimonio mondiale nel 1981; essa è all'interno di Gerusalemme Est, che è sotto il controllo israeliano dal 1967, ma non è riconosciuto come territorio facente parte di Israele dalle Nazioni Unite (e dalle sue agenzie, tra cui l'UNESCO) ed è rivendicata dallo Stato di Palestina come sua capitale. Il sito è stato proposto come patrimonio dell'umanità nel 1981 dalla Giordania, che ritirò le sue pretese sulla città nel 1988. A causa del perdurare del conflitto israelo-palestinese e dell'incerto status della città, questo sito è iscritto nella Lista dei patrimoni dell'umanità in pericolo dal 1982.

## Siti del Patrimonio mondiale
| Foto | Sito                                                                                    | Luogo         | Tipo                          | Anno | Descrizione |
| ---- | --------------------------------------------------------------------------------------- | ------------- | ----------------------------- | ---- | --- |
|      | Luogo della nascita di Gesù: Basilica della Natività e Via del Pellegrinaggio, Betlemme | Betlemme      | Culturale (1433; iv, vi)      | 2012 | La proprietà inscritta si trova nel sito identificato dalla tradizione cristiana come il luogo di nascita di Gesù sin dal II secolo. Una chiesa fu completata lì per la prima volta nel 339 d.C. e l'edificio che la sostituì dopo un incendio nel VI secolo conserva elaborati mosaici pavimentali dell'edificio originale. Il sito comprende anche conventi e chiese latini, greco-ortodossi, francescani e armeni, oltre a campanili, giardini terrazzati e un percorso di pellegrinaggio. |
|      | Palestina: terra di olivi e vigne - Paesaggio culturale del sud di Gerusalemme, Battir  | Battir        | Culturale (1492; iv, v)       | 2014 | Questo sito si trova negli altopiani centrali tra Nablus e Hebron. Il paesaggio collinare di Battir comprende una serie di valli coltivate, dette widian, con caratteristici terrazzamenti in pietra, alcuni dei quali irrigati per la produzione orticola, mentre altri sono aridi e coltivati a viti e ulivi. Lo sviluppo dell'agricoltura a terrazza in una regione così montuosa è supportato da una rete di canali di irrigazione alimentati da fonti sotterranee. Un sistema di distribuzione tradizionale viene quindi utilizzato per condividere l'acqua raccolta attraverso questa rete tra le famiglie del vicino villaggio di Battir. |
|      | Città vecchia di Hebron/Al-Khalil                                                       | Hebron        | Culturale (1565; ii, iv, vi)  | 2017 | L'uso di una pietra calcarea locale ha plasmato la costruzione della città vecchia di Hebron/Al-Khalil durante il periodo mamelucco tra il 1250 e il 1517. Il centro di interesse della città era il sito della Moschea di Al-Ibrahimi/Tomba dei Patriarchi i cui edifici si trovano in un complesso costruito nel I secolo d.C. per proteggere le tombe del patriarca Abramo/Ibrahim e della sua famiglia. Questo luogo divenne un luogo di pellegrinaggio per le tre religioni monoteiste: ebraismo, cristianesimo e islam. Sebbene il successivo periodo ottomano (1517-1917) abbia preannunciato un'estensione della città alle aree circostanti e portato numerose aggiunte architettoniche, si riconosce ancora la morfologia mamelucca complessiva della città con la sua gerarchia di quartieri basati su raggruppamenti etnici, religiosi o professionali e case con gruppi di stanze organizzate secondo un sistema ad albero. |
|      | Antica Gerico/Tell es-Sultan                                                            | Gerico        | Culturale (1687; iii, iv)     | 2023 | Situata nella Valle del Giordano, la proprietà è un tell, o tumulo, di forma ovale che contiene i depositi preistorici dell'attività umana e comprende l'adiacente sorgente perenne di 'Ain es-Sultan. Un insediamento permanente era emerso qui tra il IX e l'VIII millennio a.C., grazie al terreno fertile dell'oasi e al facile accesso all'acqua. Teschi e statue rinvenuti nel sito testimoniano pratiche di culto tra le popolazioni neolitiche che vi abitavano e il materiale archeologico della prima età del bronzo mostra segni di pianificazione urbana. Vestigia della media età del bronzo rivelano la presenza di una grande città-stato cananea occupata da una popolazione socialmente complessa. |
|      | Monastero di Sant'Ilarione/Tell Umm el-'Amr                                             | Dayr al-Balah | Culturale (1749; ii, iii, vi) | 2024 | Situate sulle dune costiere nel comune di Nuseirat, le rovine del Monastero di Sant'Ilarione/Tell Umm el-'Amr rappresentano uno dei primi siti monastici del Vicino Oriente, risalente al IV secolo. Fondato da sant'Ilarione, il monastero iniziò con eremiti solitari e si evolse in una comunità cenobitica. Fu la prima comunità monastica in Terra Santa, ponendo le basi per la diffusione delle pratiche monastiche nella regione. Il monastero occupava una posizione strategica al crocevia delle principali vie commerciali e di comunicazione tra Asia e Africa. Questa posizione privilegiata ha facilitato il suo ruolo di centro di interscambio religioso, culturale ed economico, esemplificando la fioritura dei centri monastici nel deserto durante il periodo bizantino. |

### Siti del Patrimonio mondiale situati a Gerusalemme
| Foto | Sito                                       | Luogo       | Tipo                         | Anno | Descrizione |
| ---- | ------------------------------------------ | ----------- | ---------------------------- | ---- | --- |
|      | Città vecchia di Gerusalemme e le sue mura | Gerusalemme | Culturale (148; ii, iii, vi) | 1981 | In quanto città santa per l'ebraismo, il cristianesimo e l'islam, Gerusalemme è sempre stata di grande importanza simbolica. Tra i suoi 220 monumenti storici spicca la Cupola della Roccia: costruita nel VII secolo, è decorata con bellissimi motivi geometrici e floreali. È riconosciuta da tutte e tre le religioni come il luogo del sacrificio di Abramo. Il Muro del Pianto delimita i quartieri delle diverse comunità religiose, mentre la rotonda della Resurrezione nella Chiesa del Santo Sepolcro ospita la tomba di Cristo. |

## Siti candidati
| Foto | Sito                                                | Luogo | Tipo                          | Anno       | Descrizione |
| ---- | --------------------------------------------------- | --- | ----------------------------- | ---------- | --- |
|      | Monte Gerizim e i Samaritani                        | Nablus | Culturale (5706; iii, iv)     | 02/04/2012 | Il monte Gerizim, o Jebel et-Tor, è la montagna sacra dei Samaritani ed è stato così per migliaia di anni. Consiste di tre picchi, la vetta principale, l'ampia collina occidentale pianeggiante e Tell er-Ras a nord. È stato tradizionalmente identificato con la montagna sacra su cui fu impartita la Benedizione per decreto divino, una rivendicazione che, nella credenza samaritana, prevale su quella del rivale Tempio di Gerusalemme. Sulla sommità c'è una roccia che i Samaritani credono fosse il luogo in cui Abramo stava per sacrificare suo figlio Isacco. |
|      | Qumran: grotte e monastero dei rotoli del Mar Morto | Kalya | Culturale (5707; iii, iv, vi) | 02/04/2012 | Il sito, identificato da alcuni studiosi con la biblica "Città del sale", fu occupato principalmente durante il periodo greco-romano (ca. 150 a.C.-68 d.C.). La comunità che abitava Qumran è generalmente identificata con gli Esseni, una setta religiosa, che viveva isolata in questa regione ad ovest del Mar Morto. Qumran divenne nota a livello internazionale nel 1947, quando un pastore palestinese scoprì in una grotta una serie di rotoli, che in seguito furono conosciuti come Rotoli del Mar Morto. Il sito scavato è composto da un grande complesso di edifici, tra cui strutture comuni, un sofisticato sistema idrico, una biblioteca e un grande cimitero. L'area in cui si trova il sito è attualmente controllata dalle autorità di occupazione israeliane.                                                            |
|      | El-Bariyah: natura selvaggia con monasteri          | Governatorato di Betlemme, Governatorato di Hebron                                                                        | Culturale (5708; i, ii, iii)  | 02/04/2012 | Il significato eccezionale di El-Bariyah in termini culturali deriva da diversi fattori, che riflettono enormi cambiamenti nelle sue condizioni naturali. Molto prima che diventasse un deserto, El-Bariyah fu testimone del primo caso di uso domestico del fuoco in una delle sue grotte preistoriche finora attestato in Palestina. Il pascolo estensivo a lungo termine ha sfruttato la flora e ha contribuito a creare la superficie sassosa e apparentemente spoglia di oggi su cui i beduini nutrono ancora le loro greggi in un notevole esempio di continuità. Erode costruì il suo straordinario Herodion per dominare strategicamente la regione. La sua attrattiva come deserto ostile e solitario portò prima Gesù e poi, seguendo una tradizione eremitica, una notevole concentrazione di monasteri paleocristiani e bizantini. |
|      | Città vecchia di Nablus e suoi dintorni             | Nablus | Culturale (5714; ii, iv)      | 02/04/2012 | Nablusas una città cananea era importante nell'antica Palestina. Da allora ha mantenuto una posizione pittoresca e strategica per più di 9000 anni ed è menzionata nella Bibbia come Sichem. La particolare importanza del centro storico di Nablus deriva dal suo essere una città storica composta da edifici costruiti in stile architettonico tradizionale e metodi di costruzione che non sono più in uso, insieme a un modello urbano unico, che è ben conservato. Il reticolo stradale regolare risalente all'epoca romana è ancora distinguibile nella struttura della città. In alcuni punti gli scavi hanno portato alla luce porzioni di edifici romani e in alcuni punti questi sono ancora visibili. |
|      | Sebastia                                            | Sebastia | Culturale (5718; ii, v)       | 02/04/2012 | Samaria (Sebaste) era la capitale del regno settentrionale durante la seconda età del ferro e ha continuato ad essere un importante centro amministrativo della regione. Le tradizioni locali cristiane e islamiche individuano la tomba di Giovanni Battista a Sebastia. Lì furono costruite chiese e una moschea dedicata a Giovanni Battista, profeta Yahia, inaugurando questa tradizione religiosa che continua ancora. |
|      | Porto d'Anthedon                                    | Beit Lahia | Culturale (5719; ii, iv)      | 02/04/2012 | Anthedon rappresenta un chiaro esempio tra i porti marittimi lungo la costa del Mediterraneo orientale, delimitando l'antica rotta commerciale che collegava l'Europa con il Levante durante i periodi fenicio, romano ed ellenistico. Le abbondanti testimonianze archeologiche forniscono un quadro completo e completo dell'evoluzione storica e archeologica nella regione, che riflette il ricco scambio socio-culturale e socio-economico tra l'Europa e il Levante. La presenza di massicce strutture in terra battuta in prossimità del mare nonché il ricco patrimonio sottomarino, ancora tutto da esplorare, fanno di Anthedon un sito archeologico di grande importanza. |
|      | Foresta di Umm ar-Rihan                             | Umm ar-Rihan | Naturale (5721; x)            | 02/04/2012 | Il sito è la principale e la più grande foresta naturale rimasta in Cisgiordania rappresentativa dell'ecosistema biogeografico mediterraneo. Inoltre, questo sito è considerato come una delle principali aree per gli uccelli in Cisgiordania, principalmente per gli uccelli migratori che vi passano a migliaia all'anno. Questa riserva naturale è considerata di grande importanza per le risorse genetiche selvatiche, in Palestina in particolare le specie selvatiche originarie di orzo, grano e alberi da frutta. |
|      | Zone umide costiere del Wadi Gaza                   | Al-Zahra, Governatorato di Deir al-Balah                                                                                  | Naturale (5722; x)            | 02/04/2012 | Wadi Gaza è considerata una delle più importanti zone umide costiere situate nel bacino del Mediterraneo orientale, molto ricca di diversità biologica (sia flora che fauna). Il uadi è anche un punto di sosta per le rotte migratorie nord-sud degli uccelli. Inoltre, essendo la più grande area naturale di Gaza, con un paesaggio eccezionale, ha il potenziale per essere un'area ricreativa che attrae persone dalle regioni circostanti. |
|      | Wadi Natuf e grotta di Shuqba                       | Shuqba | Culturale (5712; ii, iii, iv) | 06/06/2013 | La grotta di Shuqba è il sito tipo della cultura natufiana ora riconosciuta in tutto il mondo. Segna un punto critico nell'evoluzione della cultura umana nel sud-ovest asiatico, quando le persone praticavano la vecchia economia dei cacciatori-raccoglitori ma ora da una base stabile su base comune, prima, forse immediatamente prima, che si evolvesse in una fase agricola con flora e fauna selettivamente addomesticate. |
|      | Villaggi del Trono                                  | Abwein, Arrabah, Beit Wazan, Burqa, Deir Ghassaneh, Deir Istiya, Dura, Jamma'in, Kur, Ni'lin, Ras Karkar, Sebastia, Sanur | Culturale (5717; iii, iv)     | 06/06/2013 | I villaggi del trono rappresentano un orizzonte architettonico omogeneo, limitato agli altopiani centrali della Palestina. Durante il XVIII e XIX secolo, questi altipiani furono divisi in ventiquattro domini amministrativi (sceiccati), governati da sceicchi che appartenevano a famiglie ricche o nobili. I villaggi in cui risiedevano gli sceicchi e i loro clan erano chiamati "villaggi del trono". I villaggi del trono riflettono il ruolo sociale e politico svolto dalla leadership politica locale degli sceicchi in quel periodo; questi "capoluoghi di contea dei capi locali" erano notevoli per il loro stile architettonico. |
|      | Sito del battesimo “Eshria’a” (Al-Maghtas)          | Governatorato di Gerico                                                                                                   | Culturale (6155; iii, iv, vi) | 28/10/2015 | Il sito del battesimo, o "Eshria’a" (Al-Maghtas), è un luogo di eccezionale valore universale associato con l'evento battesimale di Gesù Cristo, rendendo il sito un elemento rituale essenziale della storia dello sviluppo di una delle grandi religioni del mondo. Secondo la tradizione cristiana, questo è il luogo in cui Gesù Cristo fu battezzato da Giovanni Battista. È considerato il terzo sito cristiano più sacro dopo la Basilica della Natività a Betlemme e il Santo Sepolcro a Gerusalemme, ed è considerato il luogo di avvio del ministero pubblico di Gesù. |
|      | Palazzo di Hisham/Khirbat al-Mafjar                 | Gerico | Culturale (6546; i, ii)       | 20/10/2020 | Il Palazzo di Hisham/Khirbet al-Mafjar è uno dei simboli più significativi di eccezionale valore universale nel patrimonio culturale islamico in Palestina e nel mondo con un palazzo eccezionalmente ben conservato composto da spettacolari architetture secolari e arti decorative, tra cui pavimenti a mosaico, stucchi, sculture, affreschi e pietre scolpite. Mostra un notevole sviluppo del talento architettonico e artistico durante la prima era islamica e riflette il lussuoso stile di vita degli Omayyadi e il loro potere politico e tribale. |